# Santa Rosa de Lima (Porto Alegre)
O bairro Santa Rosa de Lima é um bairro de Porto Alegre que é um dos limites da capital gaúcha com a cidade de Alvorada.
O bairro é considerado de classe média baixa com uma renda média de 580,70 R$, o que é abaixo da média da capital gaúcha.
Com uma população predominantemente composta por idosos (41% em 2010) é um bairro calmo de Porto Alegre.
Com o IDH um pouco a baixo do esperado (0,721) está abaixo da média do IDH de Porto Alegre (0,805)
Com leves problemas socio-economicos como a falta de UPA's para atender o bairro e a falta de investimento público em iluminação, o bairro continua sendo atrativo para famílias de classe média baixa que necessitam de um bairro calmo para viver.
Antigamente o bairro sofria com a violência, levando em consideração que os vizinhos Rubem Berta e Sarandi estavam no top 10 bairros mais violentos de Porto Alegre em 2011.